# Costa Smeralda

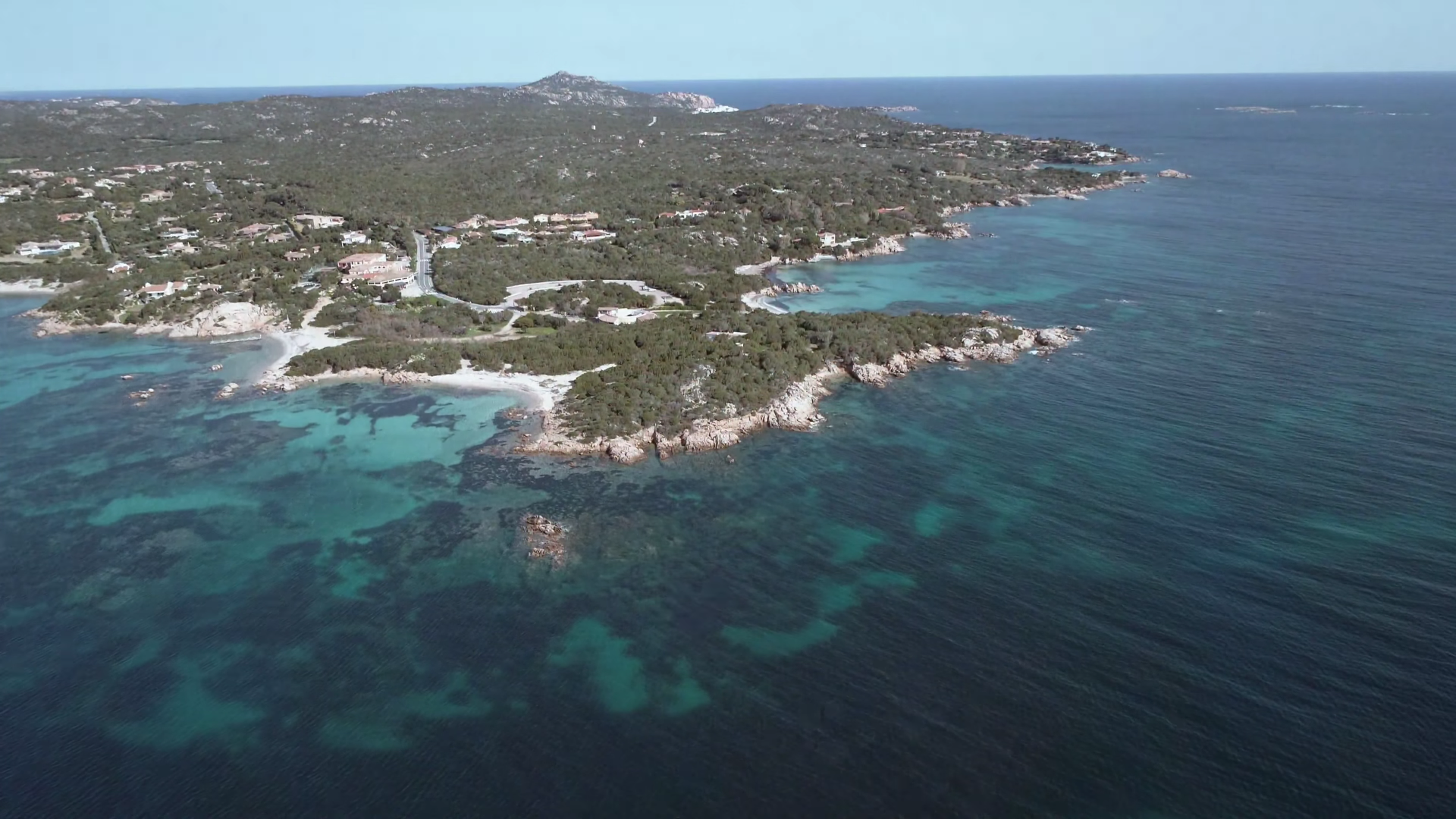
Vista panoramica della Costa Smeralda

La Costa Smeralda (Monti di Mola in gallurese) è un tratto costiero della Gallura nel nord-est della Sardegna, che si estende per 55 chilometri. L'espressione indica il tratto della costa di Arzachena, nella provincia della Gallura-Nordest Sardegna, che si estende dal Capo Ferro –  situato poco più a nord di Porto Cervo –, fino al golfo di Cugnana, all'inizio del territorio comunale di Olbia, presso la spiaggia di Rena Bianca Portisco.
La Costa Smeralda viene spesso erroneamente confusa con tutta la costa nord-orientale della Sardegna, che si può invece indicare con il toponimo di Gallura, anche se questo si riferisce a tutta la zona nord-orientale dell'isola e non al solo tratto costiero. Anche i vicini centri di Poltu Quatu, Baja Sardinia, Cannigione e Porto Rotondo vengono a essa talvolta associati.

## Descrizione

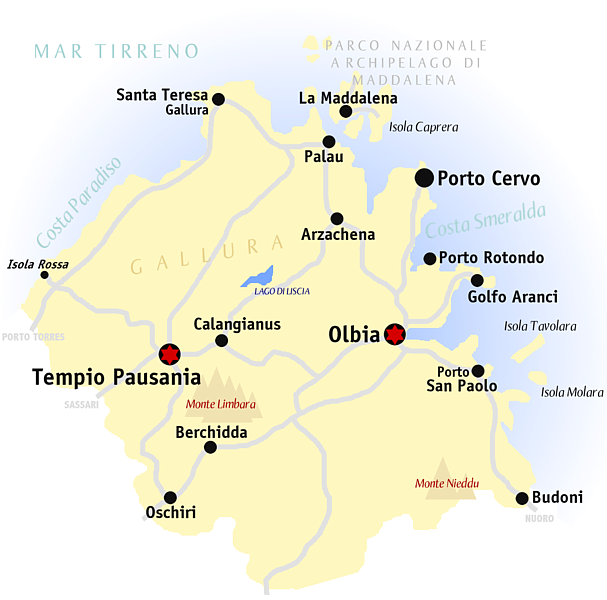
Cartina della Gallura con l'indicazione della Costa Smeralda

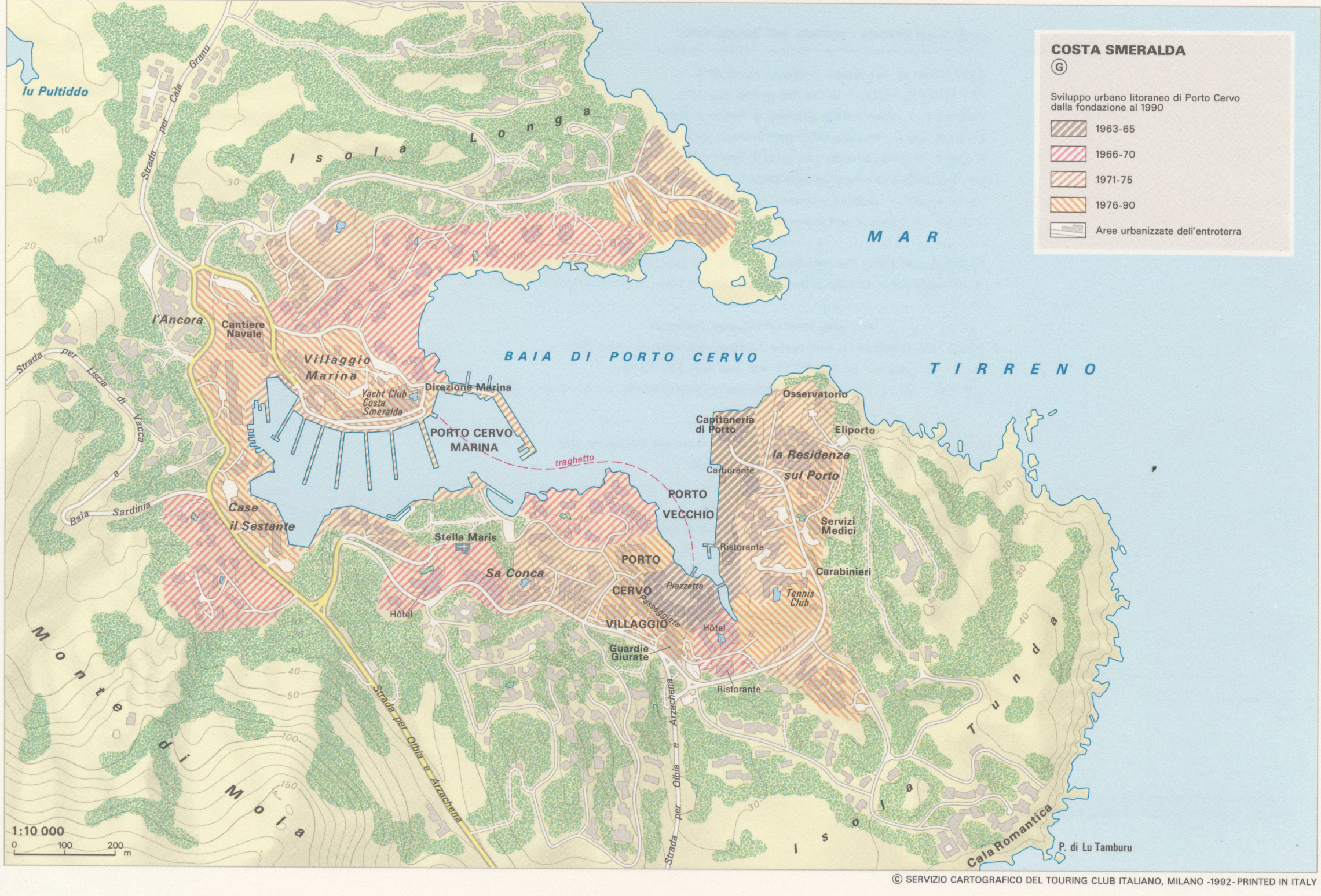
Mappa della Costa Smeralda

La regione turistica, compresa nel territorio comunale di Arzachena, si estende su un tratto di costa di circa cinquanta chilometri. La costa è caratterizzata dalla presenza di numerose insenature, piccole spiagge, e poco distante da numerose isole dell'arcipelago di La Maddalena come Cappuccini, Bisce, Li Nibani, Mortorio, Le Camere e Soffi.
Il cuore della Costa Smeralda è Porto Cervo dove si trovano anche tutti i servizi e altre numerose zone commerciali e residenziali come Romazzino, Capriccioli, Cala di Volpe, Golfo Pevero, Pantogia e Liscia di Vacca. Tra Porto Cervo e Cala di Volpe anche se al di fuori del Consorzio Costa Smeralda, si è sviluppata la zona commerciale e abitativa di Abbiadori.
La zona è servita, anche ai fini del notevole transito turistico, dal vicino aeroporto di Olbia-Costa Smeralda, a cui dà nome. 

## Storia

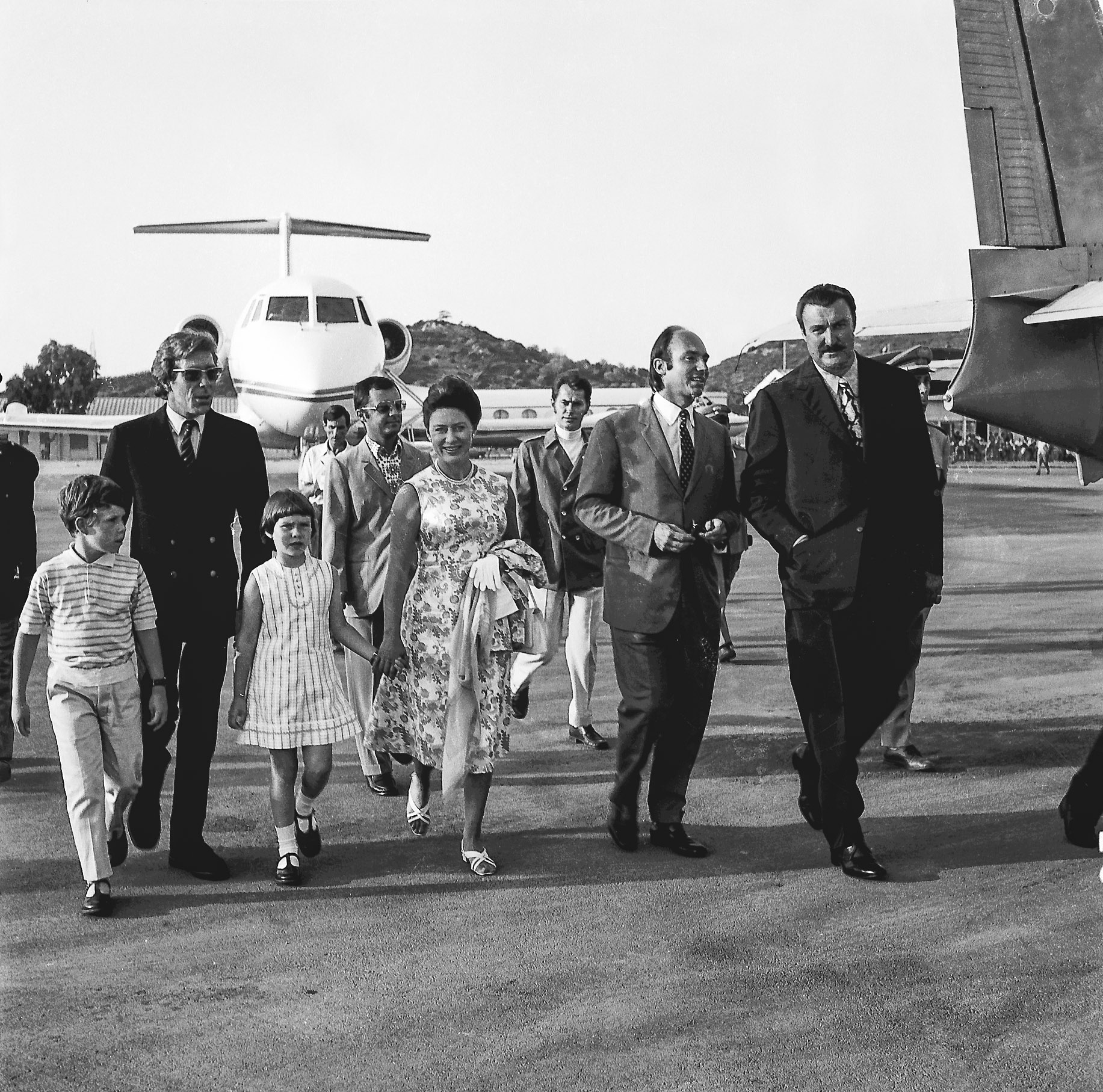
Margaret d'Inghilterra con famiglia, S.A. il principe Aga Khan e l'avvocato Riccardi

Il territorio, il cui toponimo era Monti di Mola, era rimasto prevalentemente disabitato fino alla nascita, il 14 marzo 1962, del Consorzio Costa Smeralda per iniziativa del principe Karim Aga Khan IV, imam dei musulmani ismailiti Nizariti, di cittadinanza britannica, insieme al socio Paolo Riccardi, segretario generale del consorzio, e all'avvocato Andrè Ardoin, proprietario dei terreni.
Gli architetti incaricati di progettare le prime strutture, tra cui il villaggio di Porto Cervo e i principali alberghi, furono Jacques Couelle, Michele Busiri Vici e Luigi Vietti, uno dei fondatori dello Yacht Club.

Ben presto la località divenne un luogo di elezione del jet set internazionale, ripreso da film come Vacanze sulla Costa Smeralda e Vita Smeralda; nel corso degli anni sono stati aperti locali divenuti celebri come il Billionaire. 

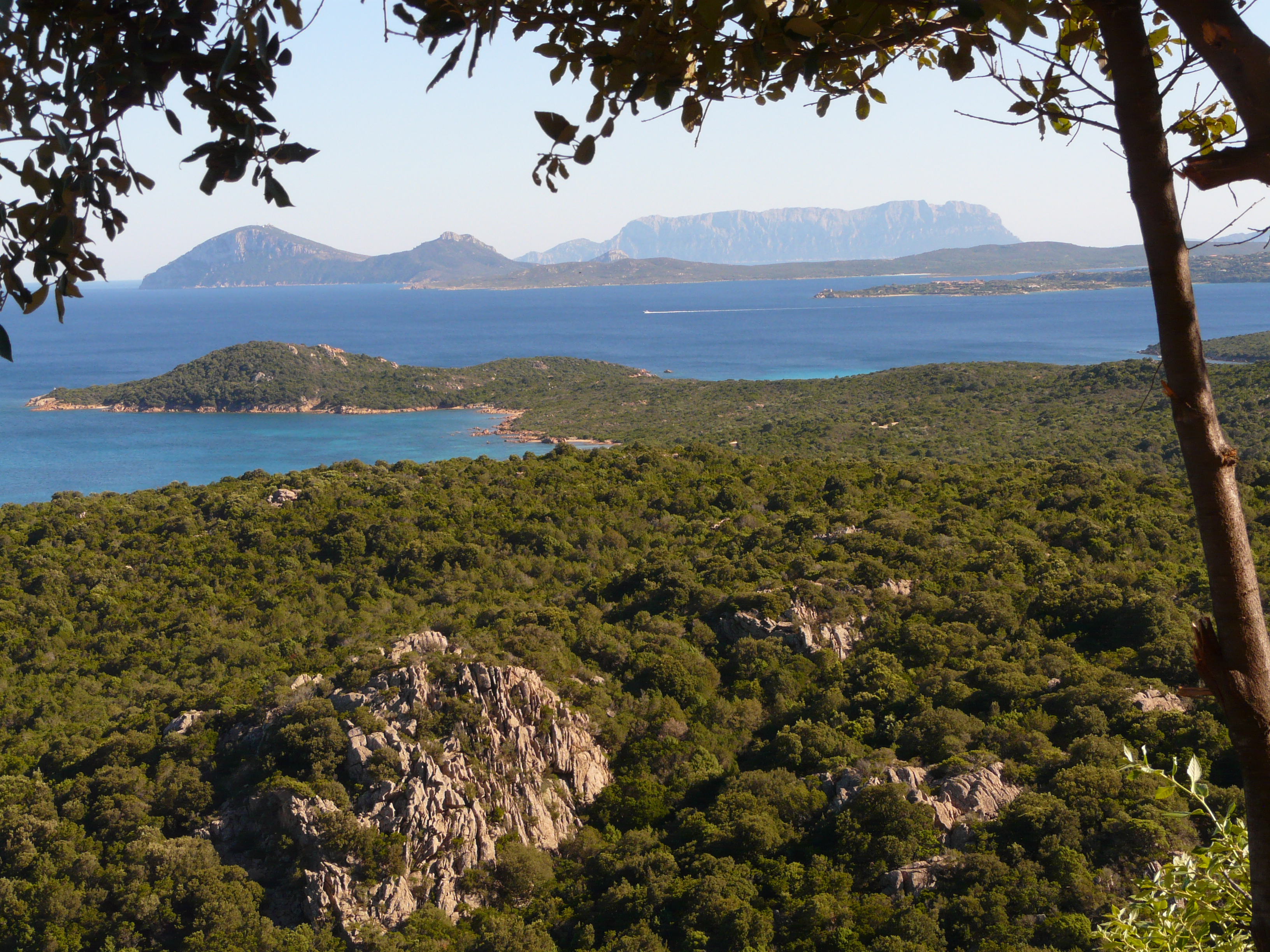
Da destra a sinistra: promontorio di Petra Ruja, penisola del Golfo Aranci, isola di Tavolara

Nel 2012 il controllo del Consorzio Costa Smeralda passa dalla società presieduta da Tom Barrack all'emiro del Qatar Hamad bin Khalifa al-Thani, il quale gestisce il fondo sovrano del Qatar, per la cifra di 750 milioni di euro.

## Architettura
La storia dello sviluppo turistico della zona, nato per volontà di un ristretto gruppo di investitori con ampie possibilità e idee precise sull'impatto ambientale, ha portato ad una convergenza di stili noto come stile Costa Smeralda e a opere di pregio che ben si allineano alle bellezze naturali. 
Forme organiche, colori marini o pastello, calce, granito e legno (in particolare il ginepro) sono espressione di uno stile che attinge dalle tradizioni locali (gli stazzi) e da quelle del Mediterraneo.
Gli architetti che hanno costruito i primi hotel come Jacques Couëlle (Cala di Volpe a Porto Cervo, 1961) e suo figlio Savin Couelle, ma anche Luigi Vietti, Antonio Simon Mossa, Michele Busiri-Vici e Raymond Martin sono diventati guide di stile per gli sviluppi successivi o ispirazione per architetti e normatori di altre località della Sardegna e del Mediterraneo, come in Costa Paradiso e nel lavoro di Alberto Ponis.
Di Luigi Vietti si ricordano: Hotel Cervo, il complesso Dolce Sposa, villa Le Cerbiatte al Romazzino (scelta dal Principe Aga Khan come sua residenza), Cala Granu e Cala del Faro, oltre al famosissimo Hotel Pitrizza. Di Michele Busiri Vici: la chiesa Stella Maris (1966), gli alberghi Luci di La Muntagna e Romazzino, il quartiere Sa Conca.
La chiesa di Stella Maris è il simbolo storico di Porto Cervo. Realizzata  con uno stile ispirato all'architettura mediterranea, già sperimentato sul litorale pontino, con l'adozione di forme ancor più morbide, quasi sempre rivestite a calce, si adatta perfettamente all'architettura circostante. Inaugurata nel 1968, si trova in una posizione favorevole con una vista panoramica che abbraccia l'intera insenatura del porto da un lato e monte Moro dall'altro. Custodisce diverse opere d'arte donate da residenti, tra cui la Mater Dolorosa, del pittore El Greco.